# Aspredinichthys tibicen
Aspredinichthys tibicen är en fiskart som först beskrevs av Valenciennes, 1840.  Aspredinichthys tibicen ingår i släktet Aspredinichthys och familjen Aspredinidae. Inga underarter finns listade.